# 江育仁
江育仁（1916年—2003年），原名江骏声，男，江苏常熟人，中国中医儿科专家，曾任南京中医药大学教授、博士生导师。